# Eugeniusz Filipowicz

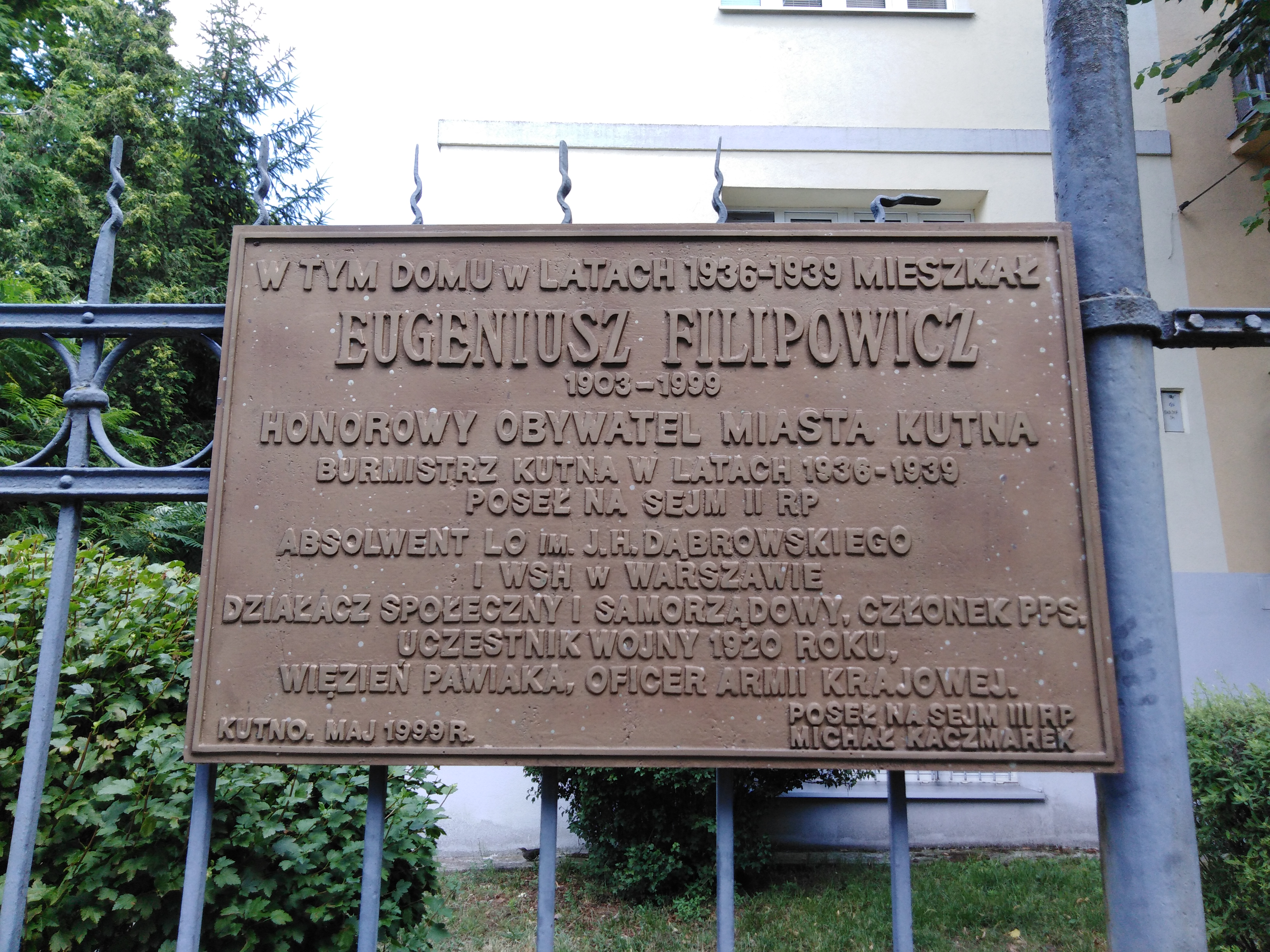
Tablica poświęcona Eugeniuszowi Filipowiczowi w Kutnie

Eugeniusz Filipowicz (ur. 31 grudnia 1903 w Koluszkach, zm. 3 marca 1999 w Warszawie) – polski wojskowy, polityk, samorządowiec, poseł na Sejm V kadencji w II RP.

## Życiorys
W latach 1918–1924 uczęszczał do Państwowego Gimnazjum im. J.H. Dąbrowskiego w Kutnie. W tym czasie wstąpił do I Kutnowskiej Drużyny Harcerskiej im. Tadeusza Rejtana i został harcerzem. W czerwcu 1920 wstąpił ochotniczo do 37 Łęczyckiego pułku piechoty, biorąc udział w bojach z bolszewikami pod Baboszewem, Rohatynem i Złoczowem. Pełnił funkcję chorążego Harcerskiej Kompanii Szturmowej 37 Łęczyckiego pułku piechoty. Po maturze trafił na studia w Wyższej Szkole Handlowej (obecnie SGH), gdzie w 1927 ukończył Wydział Samorządowy.
Po powrocie do Kutna zajmował różne stanowiska urzędnicze. W 1934 przez półtora miesiąca pełnił funkcję burmistrza komisarycznego miasta Kutno. 25 listopada 1936 poparty przez PPS został burmistrzem miasta Kutno. Funkcję tę pełnił do września 1939. W okresie pełnienia funkcji burmistrza otworzył nową szkołę powszechną nr 6 w Kutnie, zbudował nowe hydrofornie, wykupił na Azorach, na potrzeby miasta, grunty, a także nabył na rzecz miasta park i pałac Zawadzkiego (obecny Park Wiosny Ludów).
W 1938 został wybrany na posła na Sejm RP z ramienia Obozu Zjednoczenia Narodowego.
Po wybuchu wojny pozostał w Kutnie do 6 września 1939, pełniąc funkcję szefa obrony narodowej. Po otrzymaniu rozkazu ewakuacyjnego od wojewody łódzkiego zabezpieczył dokumenty i kasę miejską i przekazał je dwa dni później w ręce władz wojskowych w Warszawie.
Po zakończeniu działań wojskowych wrócił do Kutna, gdzie został aresztowany przez gestapo. Uciekł z łódzkiego obozu dla oficerów rezerwy i w listopadzie 1939 dotarł do Warszawy. Został członkiem ZWZ i służył pod dowództwem płk Alojzego Horaka. Został szefem podokręgu „Tuchola-Olsztyn”. Podlegały mu trzy inspektoraty i dwanaście obwodów m.in. Płock, Mława, Pułtusk, Ciechanów, Sierpc, Ostrołęka i Płońsk. W czerwcu 1941 został aresztowany przez Gestapo w punkcie kontaktowym na ul. Żurawiej w Warszawie. Trafił do hitlerowskiego więzienia na Pawiaku. Był brutalnie przesłuchiwany, ale wytrzymał śledztwo, nie załamując się. Uczestniczył w pawiackim ruchu oporu, dzięki kontaktowi z więzionym tam szkolnym kolegą Józefem Sulińskim, który razem z nim był członkiem I KDW im. T. Rejtana. Poparty przez tajną organizację został bibliotekarzem, a potem pisarzem w kancelarii polskiej na Pawiaku. Współorganizował ucieczkę z Pawiaka. Dnia 3 marca 1942 wraz z trzema innymi więźniami przy pomocy strażnika B. Kuczorskiego dokonał udanej ucieczki.
Zdekonspirowany w Warszawie został inspektorem oddziałów partyzanckich na terenie okręgu podlaskiego w Brześciu. Wziął udział w akcji Burza. Służbę w Armii Krajowej skończył we wrześniu 1944 w stopniu majora.
Po wojnie pracował w Gospodarczym Zrzeszeniu Samorządu Terytorialnego i w Centrali Druków Administracji Publicznej w Warszawie. Następnie związał się ze służbą zdrowia. Był m.in. dyrektorem ekonomicznym w Państwowym Zakładzie Wydawnictw Lekarskich. W latach 1965–1967 pełnił tam funkcję dyrektora naczelnego. 1 stycznia 1972 przeszedł na emeryturę. Był aktywnym działaczem TNOiK, Stowarzyszenia Weteranów Wojny Polsko-Bolszewickiej oraz przewodniczącym Zarządu Środowiska byłych Więźniów Politycznych Pawiaka. Dnia 11 listopada 1990 został mianowany podpułkownikiem WP. Kawaler Krzyża Komandorskiego Orderu Odrodzenia Polski.
19 czerwca 1998 Rada Miejska Kutna nadała Eugeniuszowi Filipowiczowi honorowe obywatelstwo miasta Kutna, podejmując uchwałę nr 589/LXIII/98.
Pochowany na cmentarzu Powązki Wojskowe w Warszawie (kwatera D4-5-5).